# Southern Warehouse

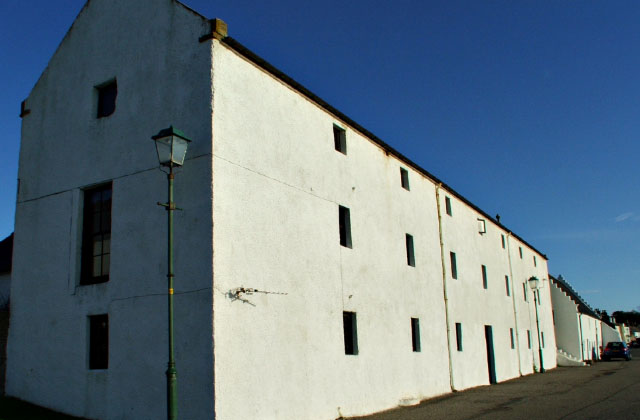
Das Southern Warehouse steht am rechten Bildrand hinter dem Northern Warehouse.

Das Southern Warehouse ist ein Bodenspeicher in der schottischen Ortschaft Portmahomack in der Council Area Highland. 1971 wurde das Bauwerk in die schottischen Denkmallisten in der höchsten Denkmalkategorie A aufgenommen.

## Geschichte
Das Southern Warehouse wurde im späten 17. Jahrhundert errichtet. Erbauer war der auf Castle Leod residierende George Mackenzie, Viscount Tarbat, der 1703 zum Earl of Cromartie erhoben wurde und um den Bauzeitraum das nahegelegene Gut Cromartie erworben hatte. Mackenzie nutzte den gegenüber des Portmahomack Harbours gelegenen Speicher als Lager für landwirtschaftliche Produkte seiner Güter in Easter Ross, die über den Hafen verschifft wurden. Das links gelegene Northern Warehouse wurde im Jahre 1779 ergänzt.

## Beschreibung
Das Southern Warehouse steht an der Harbour Street im Nordteil Portmahomacks. Gegenüber befindet sich der Portmahomack Harbour am äußeren Dornoch Firth. Die Fassaden des zweigeschossigen Feldsteinbaus sind mit Harl verputzt. Im Erdgeschoss führen zwei schlichte Türen ins Innere. Des Weiteren sind sechs kleine, längliche Fenster eingelassen. Zwei weitere Fenster befinden sich unterhalb der Traufe des schiefergedeckten Satteldachs. Das Obergeschoss ist über eine Treppe entlang der nördlichen Giebelseite über eine schlichte Tür zugänglich. Die Treppe bietet ebenfalls Zugang zum Northern Warehouse. In die ostexponierte rückwärtige Fassade sind schmale Lüftungsöffnungen eingelassen. Das Dach ist mit steingedecktem First und Stufengiebeln ausgeführt.